# Río Ergene
El río Ergene (en búlgaro: река Ергене; en turco: Ergene Nehri) es un río de la Turquía europea, un afluente del río Maritsa, que le abroda por la margen izquierda casi en su desembocadura en el mar de Mármara. La parte inferior de su curso, muy sinuoso, está en gran medida canalizado. Tiene una longitud de 283 km y drena una cuenca de 17 323 km².